# Chilaw
Chilaw (Singhalesisch: හලාවත Halāvata, Tamil: சிலாபம் Cilāpam) ist eine Stadt in Sri Lanka. Der englische Name der Stadt ist von dem tamilischen Namen Cilapam abgeleitet, der sich auf die hier seit Jahrhunderten betriebene Perlenfischerei bezieht.

## Lage und Größe
Chilaw liegt 82 km nördlich von Colombo an der Westküste Sri Lankas im Distrikt Puttalam und ist mit 26 000 Einwohnern die zweitgrößte Stadt des Distrikts.

## Geschichte

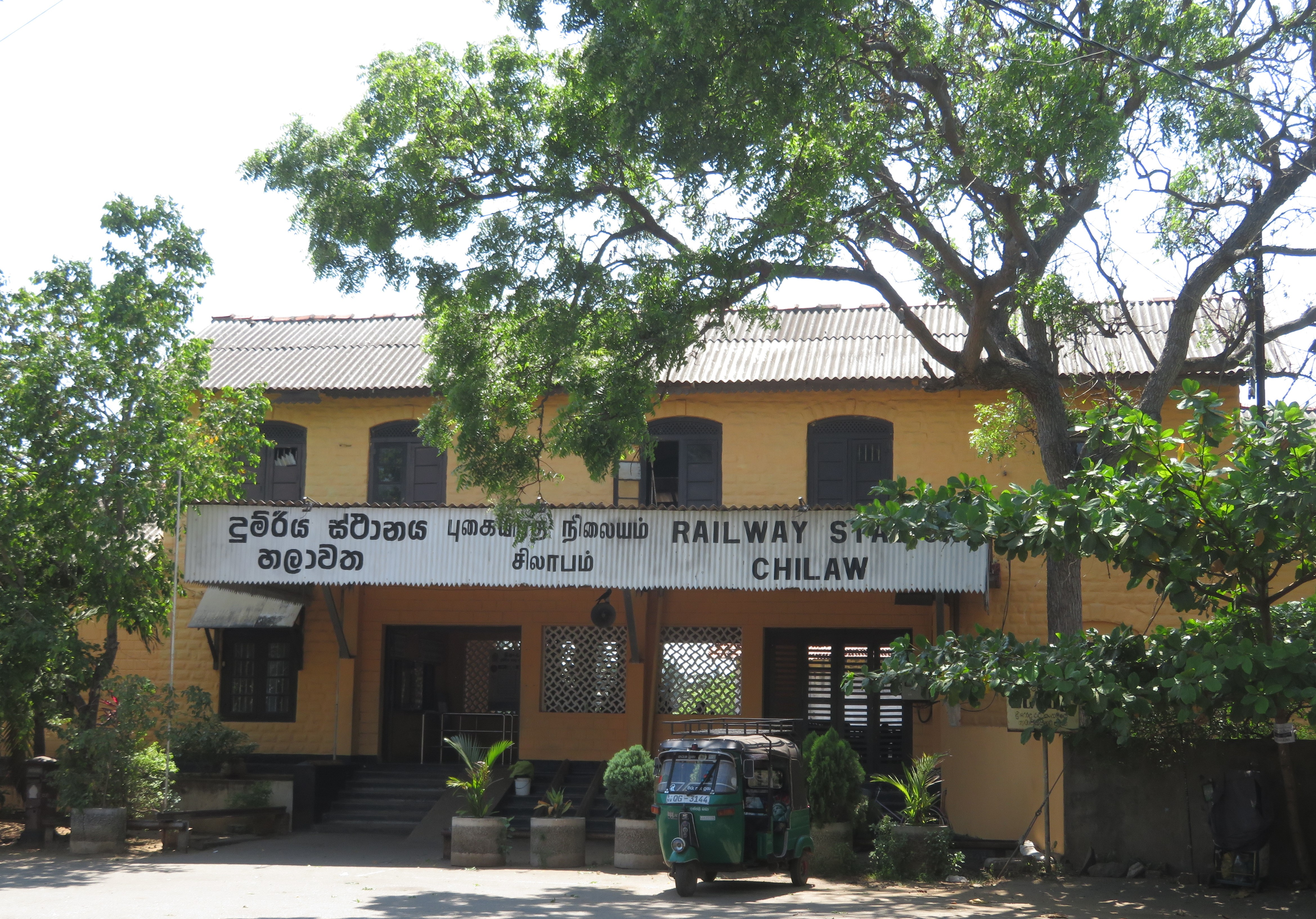
Bahnhof Chilaw

Während der portugiesischen Kolonialzeit des Landes (1505–1658) war Chilaw ein wichtiger Stützpunkt der Portugiesen, die hier 1597 ein Fort errichteten. Überliefert ist, dass das Fort anfangs relativ klein und aus Lehm gebaut war, einen quadratischen Grundriss hatte, von einem Graben umgeben war und für eine Garnison von nur 30 bis 50 Mann ausgelegt war. Durch die Missionstätigkeit portugiesischer Missionare breitete sich das Christentum im Raum Chilaw aus, so dass noch heute zwei Drittel der Einwohner Christen sind. Während der holländischen Kolonialzeit wurde das Fort 1675 und 1762 umgebaut und erweitert. Die Stadt Chilaw wechselte nach dem Ende der portugiesischen Kolonialzeit mehrmals den Besitzer, gehörte zeitweise zum Königreich Kandy und fiel erst 1769 endgültig an die Holländer, die es 1796 an die Briten abtraten. 1939 wurde die Stadt Bischofssitz des Bistums Chilaw. Der Distrikt Puttalam, in dem Chilaw liegt, war neben dem nördlich anschließenden Distrikt Mannar der einzige der an der Küste gelegenen Distrikte Sri Lankas, bei dem durch den Tsunami von 2004, der durch das Erdbeben im Indischen Ozean 2004 ausgelöst wurde, keine größeren Schäden entstanden.

## Wirtschaft
Chilaw, das für seinen Fischmarkt bekannt ist, ist einer der wichtigsten Fischereihäfen Sri Lankas. Fischerei spielt für die Wirtschaft Sri Lankas insgesamt allerdings nur eine untergeordnete Rolle, da die Fischgründe um die Insel wenig ergiebig sind. In der Umgebung von Chilaw ist neben dem Reisanbau ist auch der Anbau von Kokospalmen von Bedeutung, wobei auf manchen Kokosplantagen auch Viehhaltung von Rindern und Schafen betrieben wird. Während der portugiesischen und holländischen Kolonialzeit war Zimt das wichtigste Handelsgut der Region um Chilaw, da in dem Gebiet zwischen Chilaw und Hambantota Zimtbäume und -sträucher wild wuchsen und in dem feucht-heißen Klima gut gediehen. Zimtplantagen – die erste entstand 1769 im Süden Sri Lankas – wurden im Raum Chilaw allerdings nicht angelegt.

## Infrastruktur
Die Eisenbahnlinie Puttalam Line, die 1916 bis Chilaw fertiggestellt wurde, verbindet die Stadt mit Puttalam, der Hauptstadt des Distrikts sowie mit Colombo. Im Stadtzentrum liegt der Bahnhof Chilaw, ein weiterer Bahnhof befindet sich rund 3 km südlich davon im Stadtteil Sawarana. Von Nord nach Süd wird Chilaw durchquert von der gut ausgebauten Nationalstraße A3, die Colombo über Negombo und Chilaw mit Puttalam verbindet. Während der holländischen Kolonialzeit (1658–1796) wurde zum Transport von Salz und Zimt von Puttalam nach Colombo ein Kanal angelegt, der durch Chilaw führt, heute allerdings versandet ist und nicht mehr dem Transport dient.

## Kultur

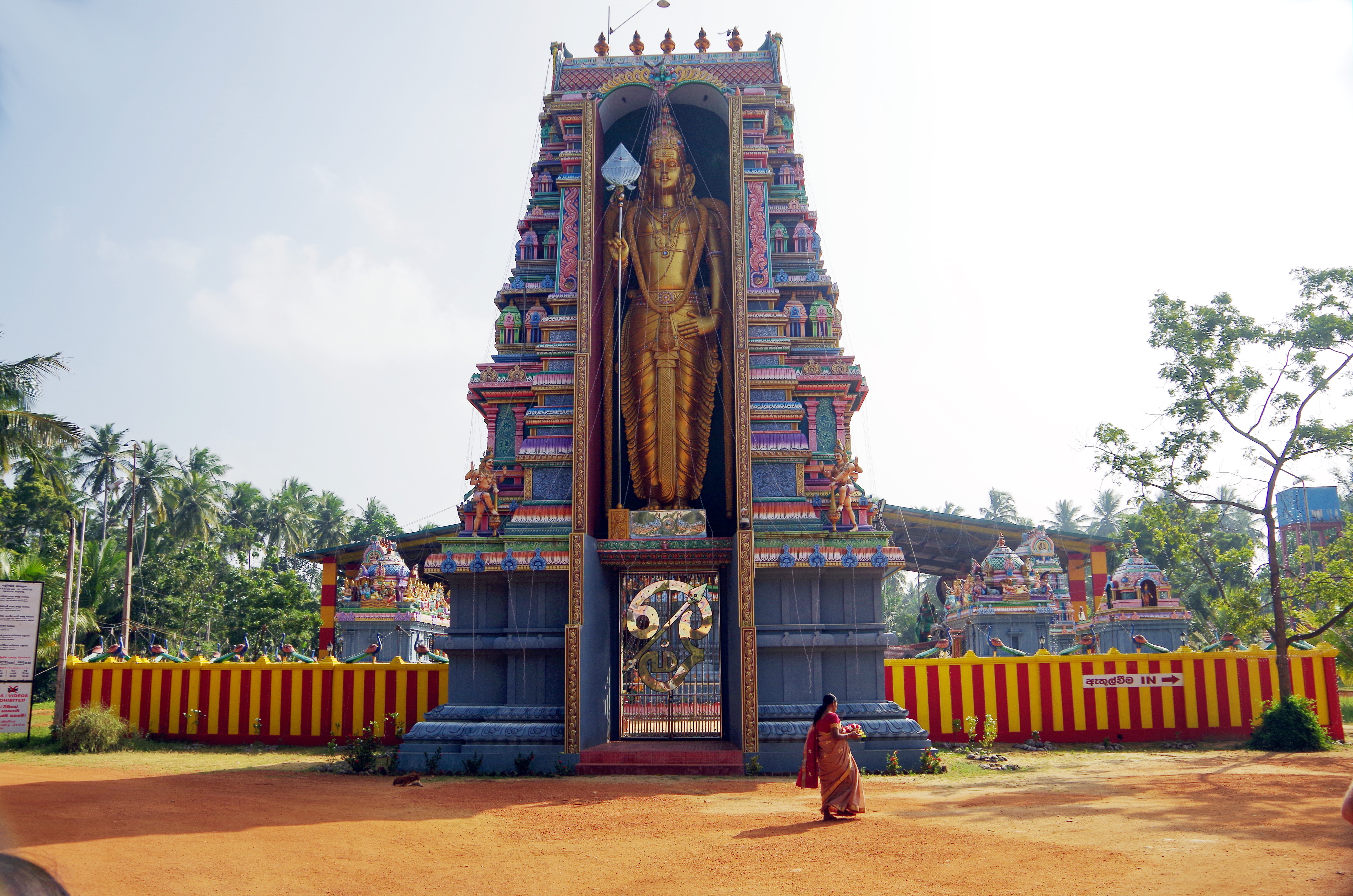
Tempel in Munneswaram

Bekannt ist Chilaw auch für den östlich gelegenen Hindutempel Munneswaram, der 1578 von Portugiesen zerstört und 1753 wieder aufgebaut wurde und möglicherweise der älteste Hindutempel des Landes ist. Der Tempel ist dem Gott Shiva geweiht und ist ein bedeutender und vor allem im September zum Tempelfest viel besuchter Wallfahrtsort. Der Überlieferung nach wurde er von dem Helden Rama erbaut.  Das von Portugiesen errichtete und von Holländern 1675 und 1762 umgebaute Fort wurde 1843 abgetragen, und die Steine wurden teilweise für den Bau des Gerichtsgebäudes verwendet. Auf dem Gelände des Forts, an das heute nur noch der Straßenname „Fort Road“ erinnert, befinden sich heute das Rathaus (Urban Council) und der neue Uhrturm. Im ältesten Teil der Stadt, der von der Hauptgeschäftsstraße Bazar Street durchquert wird, erhebt sich die 1851 im Stil des Neobarock erbaute Domkirche Our Lady of Mount Carmel Cathedral.

## Persönlichkeiten
- Shaminda Eranga (* 1986), Cricketspieler